# روديغر فون فريتش
روديغر فون فريتش (بالألمانية: Rüdiger von Fritsch)‏ (و. 1953  م) هو كاتب غير روائي، ودبلوماسي ألماني، ولد في زيغن.

## مناصب
تولى منصب سفير ألمانيا لدى الاتحاد الروسي ‏ (مارس 2014–يونيو 2019)
- سفير ألمانيا لدى بولندا ‏ (2010–2014)

.

## التعليم
تعلم في مدرسة قلعة سالم ‏
.

## روابط خارجية
- روديغر فون فريتش على موقع IMDb (الإنجليزية)
- روديغر فون فريتش على موقع مونزينجر (الألمانية)
- روديغر فون فريتش على موقع قاعدة بيانات الفيلم (الإنجليزية)